# Louis Armstrong Stadium
 (mars 2025).
Si vous disposez d'ouvrages ou d'articles de référence ou si vous connaissez des sites web de qualité traitant du thème abordé ici, merci de compléter l'article en donnant les références utiles à sa vérifiabilité et en les liant à la section « Notes et références ».
Le Louis Armstrong Stadium est un court de tennis appartenant au complexe de l'USTA National Tennis Center à New York connu pour accueillir l'US Open de tennis, le dernier des quatre tournois du grand chelem de l'année. De 1978 à 1997, ce fut le principal court de l'US Open avant qu'il ne soit remplacé par le court Arthur Ashe et devienne le second stade en importance. Son nom est tiré du célèbre musicien de jazz Louis Armstrong.

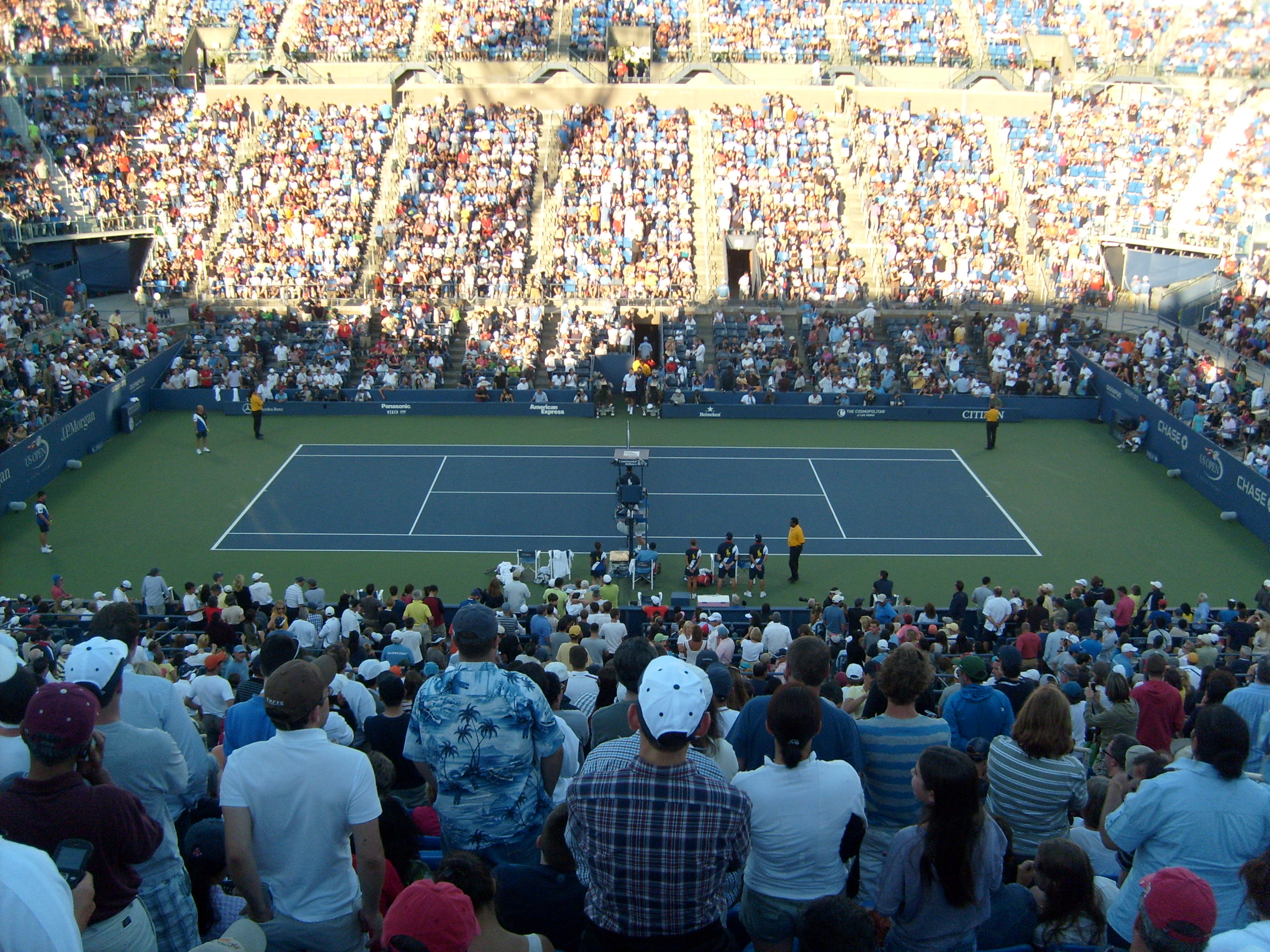
Le court Louis Armstrong durant l'US Open 2010.

Le court est ouvert en 1964 à l'occasion de la Foire internationale de New York 1964-1965. Du fait du partenariat avec la Singer Corporation, il est dénommé Singer Bowl. En 1978, l'US Open quitte ses locaux de Forest Hills pour déménager dans le parc de Flushing Meadows où il se trouve toujours aujourd'hui. À cette occasion, le Singer Bowl fait l'objet de profondes rénovations pour accueillir l'évènement. Il est divisé en deux stades, le Louis Armstrong et le Grandstand. Le premier a alors une capacité d'accueil de 18 000 places.
En 1997, le stade est remplacé par le Arthur Ashe Stadium en tant que principal court de l'US Open. Le Louis Armstrong est alors rénové à nouveau et sa capacité est réduite à 10 200 places. Quant au Grandstand, le troisième plus grand stade de l'US Open, il peut accueillir 6 000 spectateurs. À l'occasion du plan de rénovation de l'US Open, le court Louis Armstrong voit sa capacité passer à 14 000 places en 2018. 